# Capture de Fort Érié
Guerre de 1812
Batailles
Liste des batailles de la guerre anglo-américaine de 1812
La capture de Fort Érié par les forces américaines en 1814 est un événement de la guerre anglo-américaine de 1812 entre le Royaume-Uni et les États-Unis. La garnison britannique était en infériorité numérique, mais se rendit prématurément.

## Contexte
Les États-Unis partagent une longue frontière avec l'Amérique du Nord britannique (aujourd'hui Canada) en 1814. Pendant la guerre, les Américains ont lancé plusieurs invasions en Haut-Canada (aujourd'hui Ontario). Une section de la frontière où c'était le plus facile (parce que des communications et les fournitures étaient disponibles localement) était le long de la rivière Niagara. Fort Érié (fortification) était le poste britannique à la tête de la rivière, près de sa source du lac Érié.
En 1812, deux tentatives américaines pour capturer Fort Érié ont été gâchées par le brigadier général Alexander Smyth. Le mauvais temps ou une mauvaise administration ont déjoué les efforts américains pour traverser la rivière.
En 1813, les Américains ont gagné la bataille de Fort George à l'extrémité nord de la rivière Niagara. Les Britanniques ont abandonné la frontière du Niagara et Fort Érié est tombé entre les mains des Américains sans combattre. Les Américains n'ont pas réussi à conserver leur avance après leur victoire, et plus tard dans l'année, ils ont retiré la plupart de leurs soldats du Niagara pour effectuer une attaque sur Montréal. Cela a permis aux Britanniques de récupérer leurs positions et de monter des raids qui ont conduit à la capture de Fort Niagara et la dévastation de grandes parties du côté américain du Niagara.

## Bataille

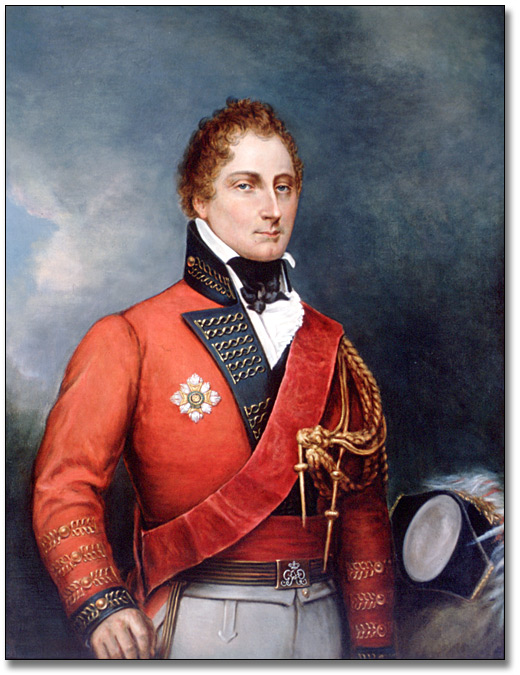
Le Lieutenant-Général Gordon Drummond espérait que la garnison de Fort Érié pourrait au moins lui acheter assez de temps.

En 1814, une nouvelle invasion du Haut-Canada a été prévue sous le commandement du major-général Jacob Jennings Brown. Initialement visant Kingston sur le lac Ontario, elle a été déplacée au Niagara parce que les navires britanniques contrôlaient le lac Ontario pendant les six premiers mois de 1814.
Parce que les troupes américaines étaient déjà concentrées à Buffalo et Black Rock, l'attaque devait être lancée à travers la partie sud de la frontière du Niagara. Fort Érié était le premier objectif placé sur le chemin, ce qui exigeait sa capture. Le lieutenant-général Gordon Drummond, le commandant britannique du Haut-Canada, espérait que la garnison de Fort Érié pourrait au moins lui acheter assez de temps contre l'invasion américaine pour concentrer ses forces. Le Major Thomas Buck a été nommé commandant du fort avec une garnison de 137 soldats britanniques.
La force de Brown a traversé au Canada le 3 juillet, le brigadier général Winfield Scott a décroché à un mile et demi (3 km) au nord du fort avec une brigade de réguliers alors qu'il faisait encore sombre. Une autre brigade sous les ordres d'Eleazar Wheelock Ripley a traversé la tête de la rivière au sud du fort, mais ils ont été retardés par le brouillard. Pendant ce temps, les milices de New York attaquaient Chippawa pour distraire les troupes britanniques de la région.
Alors que les forces de Scott et Ripley approchaient de Fort Érié, Buck a tiré quelques coups de feu sur les Américains avec des canons de la forteresse, puis s'est rendu. Les Américains avaient capturé un fort important à peu de frais. La garnison du fort avait acheté le peu de temps britannique et Buck a été plus tard conduit devant la cour martiale pour sa reddition précipitée.

## Conséquences

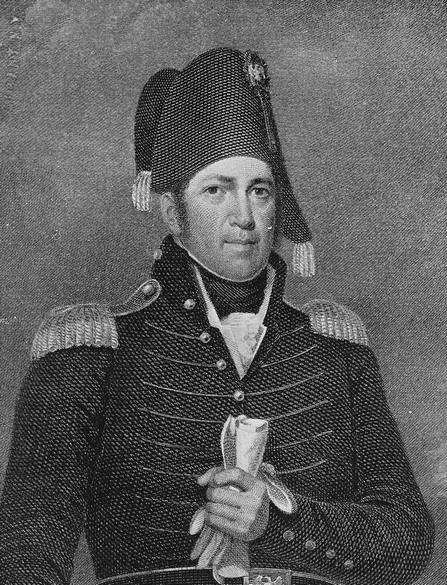
Le Fort Érié servit de nouvelle base au Major-Général Jacob Jennings Brown

De sa nouvelle base à Fort Érié, Brown marcha ensuite jusqu'au Niagara et rencontra les Britanniques à la bataille de Chippawa. Le commandant britannique à Chippawa, le major général Phineas Riall, a estimé que la garnison de Fort Érié tenait toujours, ce qui a contribué à sa décision de lancer une attaque précipitée qui a échoué.
À la suite de la bataille de Lundy's Lane en juillet, les forces britanniques sous le commandement de Gordon Drummond ont avancé et assiégé sans succès le fort. Toutefois, les commandants américains ont décidé d'abandonner le fort, qui a été évacué et détruit en novembre 1814.